# Liceum Ogólnokształcące nr XIV im. Polonii Belgijskiej we Wrocławiu
Liceum Ogólnokształcące nr XIV im. Polonii Belgijskiej we Wrocławiu – publiczne liceum ogólnokształcące we Wrocławiu.

## Historia
Szkoła powstała w roku 1974, w wyniku podziału III Liceum Ogólnokształcącego im. Adama Mickiewicza we Wrocławiu. Pierwsza jej siedziba znajdowała się w budynku przy ulicy Szczytnickiej 11, zaś pierwszym dyrektorem został Aleksander Dobrzycki. Początkowo kształcenie odbywało się tylko w profilu matematyczno-fizycznym, jednak już w roku 1977 powstała klasa chemiczna. W roku 1990 utworzono klasę teatralną, która jednak zaprzestała działalności w roku 2000. W tym samym roku powołano do istnienia klasę politologiczno-humanistyczną. Wcześniej, w roku 1992, utworzono klasę dwujęzyczną. W roku 1983 szkoła przystąpiła do Towarzystwa Szkół Twórczych. W roku 2000 utworzono Gimnazjum Dwujęzyczne nr 49. W 2002 roku szkołę przeniesiono do budynku Technikum Żeglugi Śródlądowej przy alei Aleksandra Brücknera 10. Utworzono Zespół Szkół nr 14, w skład którego weszły, oprócz Liceum Ogólnokształcącego nr XIV i Gimnazjum Dwujęzycznego nr 49, Technikum Żeglugi Śródlądowej i Liceum Profilowane nr 1 (dwie ostatnie szkoły zakończyły działalność w 2004 roku). W roku 2005, po 30 latach pełnienia funkcji dyrektora szkoły, odszedł Aleksander Dobrzycki, zaś jego miejsce zajął Marek Łaźniak. Od roku szkolnego 2006/07 szkoła zaczęła prowadzić 4 klasy uniwersyteckie: matematyczną, informatyczną, chemiczną i politologiczną. Część zajęć była prowadzona w formie wykładów przez profesorów i doktorantów Uniwersytetu Wrocławskiego. 
W roku szkolnym 2009/10 w ZS nr 14 działało 25 oddziałów: 3 dla każdego rocznika w Gimnazjum (284 uczniów) oraz 16 w Liceum (518). Profile klas licealnych:
A, B  – matematyczno-uniwersytecka 
,C D - chemiczno uniwersytecka, E, F - dwujęzyczna. Większość uczniów klas E i F rozpoczynało naukę dwujęzyczną już w Gimnazjum. Uczyli się oni przedmiotów przyrodniczych również po angielsku, mieli też dodatkowe lekcje tego języka i godziny z native-speakerem. W klasach A i B zajęcia z matematyki i informatyki prowadzili profesorowie Uniwersytetu Wrocławskiego. 
W latach 2019-2024 dyrektorem szkoły była Anna Maćkowska, polonistka. Od roku szkolnego 2024/25 stanowisko to objęła Agnieszka Bednarska, matematyczka.
Szkoła od lat odnosi liczne sukcesy w różnych konkursach i olimpiadach przedmiotowych. Rokrocznie klasyfikowana jest na czołowych miejscach rankingu klasyfikującego polskie licea ogólnokształcące. W roku szkolnym 2006/2007 uczniowie szkoły zdobyli 19 tytułów laureata i 34 tytuły finalisty w 24 olimpiadach przedmiotowych. Języki obce nauczane są w grupach międzyoddziałowych (w bardziej zaawansowanych grupach poziom jest wyższy). 
W styczniu 2013 roku, szkoła została sklasyfikowana na pierwszym miejscu w Polsce w rankingu portalu „Perspektywy". W poprzedzającym zestawienie roku, uczniowie liceum uzyskali 28 tytułów laureata i 60 tytułów finalisty w 23 olimpiadach.
Teren szkoły zajmuje powierzchnię między ulicami: Brücknera, Toruńską i Kętrzyńską. W jego obrębie znajdują się dwa budynki szkolne. Do większego budynku przystaje pomieszczenie zawierające szkolną aulę, a nad nią salę gimnastyczną. Ponadto szkoła posiada oddzielny budynek internatu, salę do tenisa stołowego, salę do gry w  bilarda, basen, pełnowymiarowe boisko piłkarskie otoczone bieżnią, boisko tartanowe (oddane do użytku w 2003), a od zimy 2004/2005 również kryte lodowisko, oraz liczne pomieszczenia gospodarcze (część z nich jest wynajmowana, m.in. w jednym siedzibę ma klub piłkarski Wulkan Wrocław). Cała infrastruktura i budynki zostały przejęte po dawnej Szkole Żeglugi Śródlądowej istniejącej w latach 1946–2005

## Absolwenci XIV LO
- Agnieszka Glińska (ur. 1968, reżyserka i aktorka)
- Jan Hartman (ur. 1967, filozof)
- Marek Jutel (ur. 1964, profesor medycyny)
- Łukasz Kamiński (ur. 1973, historyk, w latach 2011–2016 prezes Instytutu Pamięci Narodowej)
- Michał Luch (ur. 1988, szachista)
- Jerzy Marcinkowski (ur. 1965, profesor nauk matematycznych)[3]
- Krzysztof Maruszewski (ur. 1964, profesor nauk technicznych)
- Krzysztof Mieszkowski (ur. 1956, redaktor naczelny "Notatnika Teatralnego", dyrektor Teatru Polskiego we Wrocławiu)
- Małgorzata Mikołajczyk (ur. 1966, dydaktyk matematyki)
- Ludomir Newelski (ur. 1960, profesor nauk matematycznych)
- Yvette Popławska (ur. 1960, zm. 2023, poetka, eseistka, prozaiczka, reportażystka, dziennikarka, fotografik, animatorka kultury)
- Natasza Sierocka (ur. 1971, aktorka)
- Jacek Stopa (ur. 1987, szachista)[4]
- Jacek Świątkowski (ur. 1963, profesor nauk matematycznych)
- Tomasz Tyndyk (ur. 1975, aktor)
- Jarosław Wróblewski (ur. 1962, matematyk, czterokrotny uczestnik Międzynarodowej Olimpiady Matematycznej)[5][6][7]
- Monika Richardson (ur. 1972, dziennikarka)
- Jolanta Zawadzka (ur. 1987, polska szachistka, arcymistrzyni od 2005 roku)[4]